# Sinocyclocheilus guishanensis
Sinocyclocheilus guishanensis är en fiskart som beskrevs av Li 2003. Sinocyclocheilus guishanensis ingår i släktet Sinocyclocheilus och familjen karpfiskar. Inga underarter finns listade i Catalogue of Life.